# Simulium dasguptai
Simulium dasguptai är en tvåvingeart som beskrevs av Datta 1974. Simulium dasguptai ingår i släktet Simulium och familjen knott. Inga underarter finns listade i Catalogue of Life.